# Mike Roberson
Mike Roberson (né le 25 mars 1956) est un athlète américain, spécialiste du sprint.
Il remporte le 100 m en 10 s 19 lors de l'Universiade de 1979 à Mexico, ville dans laquelle il porte son record sur la distance à 10 s 07. La même année, il devient champion panaméricain du relais 4 x 100 m.